# Chico and the Gypsies
Chico and the Gypsies est un groupe français de rumba catalane, flamenco, pop et rock. Son leader est Chico Bouchikhi, un ancien membre des Gipsy Kings.

## Histoire
Au cours des années 1970, Jahloul Chico Bouchikhi rejoint les frères Reyes (Nicolas, Canut et Paul) et Baliardo (Diego, Paco et Tonino Baliardo) pour former le groupe Los Reyes qui, dans les années 1980, se rebaptise les Gipsy Kings. Ce groupe gagne les Victoires de la musique du groupe de l’année en 1990. En 1991, Reyes et les Baliardo découvrent que Chico, leur leader de l'époque, a déposé leur marque à son nom. Ils le congédient et récupèrent leur nom devant la justice. Chico n'aura de cesse de regretter publiquement cette éviction. Un an plus tard, en 1992, Chico décide de former son propre groupe, Chico and the Gypsies, confiant qu'il souhaitait « avoir un nom qui n’était pas très éloigné » de son ancien groupe « [nom] qui est symbolique ». Il confie également : « Comme c’était mon bébé je voulais encore en profiter. Chico parce que je me suis retrouvé tout seul et Gypsies parce que j’ai invité des copains à jouer avec moi. On est devenu les concurrents numéro 1 du groupe originel duquel je me suis séparé. L’aventure musicale a continué dans le monde entier depuis 1991 et la séparation. Au Japon, Amérique du Sud… C’est une belle aventure et un beau destin musical ».
Pendant l'année de sa formation, le groupe sort un premier album, Tengo Tengo, composé de douze morceaux. En septembre 1994, le groupe est invité par l'Organisation des Nations unies, basée à Oslo, avec Harry Belafonte et Montserrat Caballé, pour jouer et célébrer le premier anniversaire du traité de paix en présence de Shimon Peres et Yasser Arafat. Le directeur général, touché par les démarches fédératrices et le sens musical de Chico, décide de nommer ce dernier « Envoyé spécial de l'UNESCO pour la paix » le 9 mai 1996, avec pour parrain le Commandant Cousteau.
En 2003, ils sortent leur single Bamboléo, extrait de l'album éponyme, qui devient un succès planétaire.
En 2012, Chico and the Gypsies fêtent leur 20 ans d'existence avec l'album and Friends…, et les 25 ans de la sortie du tube planétaire, Bamboléo. En 2013, ils sortent l'album Fiesta, qui confirme la place du groupe en tant que leader des musiques gypsies.
En 2018, ils sortent l'album Mi corazón. En 2019, ils effectuent une tournée qui remporte un franc succès.
En septembre 2021, le groupe revient avec un nouvel album, Unidos, en compagnie de la chanteuse marocaine Hasna. L'album présente pour la première fois des chants en arabe et en espagnol unis tout au long des treize morceaux. Chico et Hasna s'étaient rencontrés en 1993. Le samedi 11 septembre 2021, Chico and the Gypsies jouent au Château de Chazey pour le festival printemps de Pérouges, dans l'Ain. Il atteint la 173e place des charts. En janvier 2022, Chico est invité dans l'émission Samedi en France de William Leymergie. Le 31 mai 2023, le groupe est l'invité de C dans l'air la suite sur France 5 pour promouvoir son nouvel album Otro Camino.

## Membres

### Membres actuels
- Chico Bouchikhi — guitare (leader du groupe)
- Jean-Claude « Mounine » Villa —  guitare, chant
- Kassaka Deleria —  guitare, chant
- José Reyes - guitare, chant (fils de Paul Reyes, ex membre des Gipsy Kings)
- Rosendo Gomez - guitare solo
- Gionany Buche - guitare, chant

### Anciens membres
- Alain « Babato » Bourguet — guitare, chant
- Manolo Gimenez — guitare, chant
- Christophe « Kema » Baliardo — guitare solo (petit-fils de Manitas de Plata)
- Joseph Gautier —  guitare, chant
- Jean « Tanné » Farre —  guitare (compositeur et interprète de la chanson Boom boom dont le clip a été réalisé par Guillaume Heintz)
- Jean-Pierre « Rey » Cargol Baliardo — guitare (fils de Hippolyte Baliardo et neveu de Manitas de Plata, par ailleurs, interprète (rôle principal), en 1969, du film L'Enfant sauvage de François Truffaut[8])

## Discographie

### Albums studio
- 1992 : Tengo Tengo
- 1996 : Vagabundo (39e place des charts français[9])
- 2004 : Disque d'or
- 2005 : Freedom (12e place des charts français[10])
- 2008 : Suerte (43e place des charts français[11])
- 2011 : Chico and the Gypsies chantent Charles Aznavour (78e place des charts français[12])
- 2012 : Chico and the Gypsies… and Friends (7e place des charts français, 20e des charts belges[13])
- 2013 : Fiesta (11e place des charts français, 34e des charts belges[14])
- 2014 : Chico and the Gypsies and International Friends (52e place des charts français, 59e des charts belges[15])
- 2016 : Color 80's (9e place des charts français, 17e des charts belges[16])
- 2016 : Color 80's Vol.2 (30e place des charts français, 33e des charts belges[17])
- 2018 : Mi corazón (8e place des charts français, 26e des charts belges, 83e des charts suisses[18])
- 2021 : Unidos (175e place des charts français[5])
- 2023 : Otro Camino

### Album live
- 2010 : Live in Olympia (96e place des charts français[19])

### Singles
- 1996 : Marina (30e place des charts français[20])
- 1998 : Nomade "Ya rayah" (65e place des charts français[21]
- 2003 : Bamboléo
- 2012 : Le Gitan (Chico and the Gypsies (feat. Daniel Guichard)
- 2012 : My Way (Chico and the Gypsies, feat. Patrick Fiori)
- 2013 : Amor de mis amores
- 2013 : Porompompero
- 2013 : Volare
- 2014 : Me and Mrs Jones (duo avec Billy Paul)

### Participation
- 2015 : reprise de Moru biancu è blù (en duo avec Jean-Charles Papi sur l'album Corsu Mezu Mezu)
- 2023 : Scènes de ménages : Fête de la musique : eux-mêmes